# Grup Separatista Avant
Grup Separatista Avant fou un grup polític independentista català fundat a Montevideo (Uruguai) el 1928 que es mostrava partidari de la independència de Catalunya per la via revolucionària i insurreccional, incloent-hi l'acció armada. Els promotors foren Adolf Gamundi i Roig, Albà Rosell i Llongueras i Avenir Rosell i Figueras.
El seu radicalisme els oposà frontalment a l'estratègia representada per Francesc Macià, Estat Català i el Grop Nacionalista Radical, tot i la seva vinculació al Comitè de Publicitat Catalana de Xile, de Josep Abril i Llinés, que d'antuvi fou un dels fundadors del grup. Juntament amb el Comitè Nosaltres Sols de Paranà i amb la Comissió de Propaganda Catalana de Buenos Aires, fidel a Manuel Massó i Llorens, signaren el manifest Als separatistes catalans l'abril del 1929.
El seu òrgan oficiós era el quinzenari de Montevideo Nova Catalunya, subtitulat Periòdic d'acció del separatisme català a Sud-amèrica, dirigit per Albà Rosell amb el seu fill Avenir com a secretari de redacció. Tant el grup com el diari es van dissoldre poc després de la caiguda de Miguel Primo de Rivera el 1930.